# Koraput
Koraput(oriya େକାରାପୁଟ) és una ciutat i àrea notificada de l'Índia, a Orissa, capital del districte de Koraput. Està situada a 18° 49′ N, 82° 43′ E / 18.82°N,82.72°E. Al cens del 2001 la població era de 39.523 habitants (el 1901 eren 15.560 habitants).

## Història
Segon R. C. S. Bell el nom original seria Kora-Putti o ”lloc s de la closca de nou" i derivaria dels nogués que hi creixien; el cert és que si mai n'hi va haver no en queda cap rastre. Una altra teoria diu que derivaria de Karaka pentho (Karaka =calamarsa). Una tercera teoria és que la vila fou concedida a un militar al servei del reis de Nandapur, de nom Khora Putu, que li va donar el seu nom que es va abreujar a Koraput. Fou capital de subdivisió del 1870 al 1905 i de districte des de 1905 en endavant. Va passar a Orissa el 1936.

## Llocs interessants
- Temple de Jagannath o Sabara Srikhetra.
- Machkund, Onukadelli, Jalaput, Chindri, Hatipathar i altres llocs turístics a la muntanya